# Alex Thépot
Alexis Thépot (30. července 1906 Brest – 21. února 1989 Dunkerk) byl francouzský fotbalový brankář a olympionik. Byl brankářskou jedničkou francouzské fotbalové reprezentace na Mistrovství světa ve fotbale 1930 a 1934.

## Klubová kariéra
Thépot se narodil v Brestu v departmentu Finistère. Zprvu hrál za Armoricaine de Brest. Následně přešel kluby FEC Levallois, Red Star FC a USL Dunkerque. Po výborném roce v klubu FEC Levallois v roce 1927 byl poprvé vybrán, aby hrál za francouzskou reprezentaci v přátelském utkání proti Anglii.

## Reprezentační kariéra
Od roku 1927 do roku 1935 odehrál Thépot 31 mezinárodních zápasů, inkasoval 77 gólů a 13krát byl kapitánem francouzského týmu. Thépot se objevil v prvním zápase Francie na Mistrovství světa proti Mexiku v roce 1930, i když musel během prvního poločasu odstoupit kvůli zranění a v brance jej nahradil záložník Augustin Chantrel. Thépot se ze zranění rychle zotavil a odchytal zbývající dva skupinové zápasy. Francie nicméně nepostoupila do vyřazovacích bojů, protože prohrála shodným výsledkem 1:0 s Argentinou a Chile. V zápasu s Chile chytil Thépot v prvním poločase za stavu 0:0 pokutový kop.
Odehrál jediný francouzský zápas na Letních olympijských hrách 1928, v němž Francie prohrála 4:3 s Itálií.